# Fabriciana gyala
Fabriciana gyala är en fjärilsart som beskrevs av Robert Christopher Tytler 1940. Fabriciana gyala ingår i släktet Fabriciana och familjen praktfjärilar. Inga underarter finns listade i Catalogue of Life.